# روبرت وودورد بارنويل
روبرت وودورد بارنويل (بالإنجليزية: Robert Woodward Barnwell)‏ (و. 1801 – 1882 م) هو سياسي، وبروفيسور (أستاذ جامعي) من الولايات المتحدة الأمريكية ولد في بيافورت.
تولى منصب عضو مجلس الشيوخ الأمريكي .وهو عضو في الحزب الديمقراطي الأمريكي .

## التعليم
تعلم في جامعة هارفارد.